# Nicholas Thomas Dall
Nicholas Thomas Dall (død 10. december 1776) var en danskfødt maler.
Om hans ungdomsår vides intet. Omkring 1760 var han bosat i London og medlem af kunstnersocietetet der. 1771 blev han medlem af Royal Academy i London.
Dall var, som det synes, en ret dygtig landskabsmaler og udstillede i det engelske akademi lige til sin død. En tid opholdt han sig i Yorkshire og arbejdede der for hertugen af Bolton, Lord Harewood (en) og andre. Han var også teatermaler og som sådan knyttet til Covent Garden Theatre. Han efterlod sig enke og små børn i så trange kår, at der på det nævnte teater blev givet en forestilling til indtægt for hans efterladte.

## Galleri
| - Værker af Nicholas Thomas Dall - Loftudsmykning, 1756 Ceiling Design - Shugborough Park og dets monumenter, 'gardenfollies' 1768 - Den vestlige side af Shugborough (en), 1768 - Shugborough og parken fra østsiden, 1768/69 - Ashby Lodge, Northamptonshire, mellem 1760 og 1765 - Sudbury Hall, 1770'erne Sudbury Hall fra nord om morgenen - Akvarel. Bueindgang til en have med springvand, 1771 - Landskab med Oakedge Hall, Colwich, Staffordshire, 1775 - Flodscene med ruiner, ml. 1756 og 1765 - Sudbury Hall (en) fra nord, ml. 1750 og 1800 - Sudbury Park fra nord om morgenen, ml. 1770 og 1777 - Sudbury Park fra syd om aftenen, ml. 1770 og 1799 - Ruinerne ved Shugborough, 1775 - Landskab, uklar datering - Landskab med borg, uklar datering |